# Liga Nacional de Baloncesto Profesional de México 2003
La Temporada 2003 de la LNBP fue la cuarta edición de la Liga Nacional de Baloncesto Profesional de México. En esta edición se aumentó a 16 los equipos que tomaron parte en el circuito con la inclusión de 4 nuevos clubes que fueron: Cometas de Querétaro, Halcones UV Xalapa, Panteras de Aguascalientes y los Santos Reales de San Luis. Asimismo se dio un cambio de equipos, y los Gallos de Pelea de Ciudad Juárez fueron reemplazados por los Dorados de Chihuahua que se habían ausentado un año de la liga. Aunque posteriormente Dorados de Chihuahua causó baja debido a la falta de apoyo por parte del gobierno de esa entidad, y su lugar fue ocupado por un equipo de la ciudad de Zacatecas.

## Campeón de Liga
El Campeonato de la LNBP lo obtuvieron las Panteras de Aguascalientes, las cuales derrotaron en la Serie Final a la Ola Roja del Distrito Federal por 4 juegos a 2, coronándose el equipo hidrocálido en calidad de visitante en el propio Gimnasio Olímpico Juan de la Barrera de la ciudad de México, D. F.

## Equipos participantes
| Liga Nacional de Baloncesto Profesional de México 2003 |                                  |
| Equipo                                                 | Sede                             |
| Algodoneros de la Comarca                              | Torreón, Coahuila                |
| Cometas de Querétaro                                   | Querétaro, Querétaro             |
| Correcaminos UAT Matamoros                             | Matamoros, Tamaulipas            |
| Correcaminos UAT Victoria                              | Ciudad Victoria, Tamaulipas      |
| Dorados de Chihuahua                                   | Chihuahua, Chihuahua             |
| Fuerza Regia de Monterrey                              | Monterrey, Nuevo León            |
| Gambusinos de Fresnillo                                | Fresnillo, Zacatecas             |
| Halcones UV Xalapa                                     | Xalapa, Veracruz                 |
| Leñadores de Durango                                   | Durango, Durango                 |
| Lobos de la U.A. de C.                                 | Saltillo, Coahuila               |
| Ola Roja del Distrito Federal                          | México, D. F.                    |
| Panteras de Aguascalientes                             | Aguascalientes, Aguascalientes   |
| Santos Reales de San Luis                              | San Luis Potosí, San Luis Potosí |
| Tecolotes de la UAG                                    | Guadalajara, Jalisco             |
| Tuberos de Colima                                      | Colima, Colima                   |
| Zorros de la UMSNH                                     | Morelia, Michoacán               |